# Louise Marie Acoquat
Louise Marie Acoquat (Pontivy, 1853 – giugno 1941) è stata una pittrice francese.

## Biografia
Allieva di Luigi Loir, fu attiva a Neuilly-sur-Seine come pittrice di fiori e di paesaggi, specializzata nella tecnica del guazzo e dell'acquerello. A Parigi espose ai Salon del 1879 e 1880, ai Salon des Indépendants del 1928 e 1929, e al Salon des artistes français del 1939.